# Dídio Pestana
Dídio Pestana (Lisboa, 25 de Maio de 1978) é um músico, técnico de som, professor e realizador português sediado em Berlim. Colabora frequentemente com Gonçalo Tocha, tanto na música, como no cinema, com quem fundou o duo musical Tochapestana.

## Biografia
Dídio Pestana nasce em Lisboa, cidade onde se licencia em Língua e Cultura Portuguesa na Faculdade de Letras da Universidade de Lisboa. É nesta altura, em 2000, que funda, com Ana Bacalhau, Gonçalo Tocha, e outros, o grupo Lupanar, em que participa até à sua dissolução. 
Em 2004, forma o duo Tochapestana, em que continua a participar. 
Em Dezembro de 2007, emigra para Berlim, onde se tem dedicado a diversos projectos musicais e cinematográficos, que concilia com o ensino de Português como língua estrangeira. É nesta cidade que é co-fundador do centro cultural Altes Finanzamt e que mais tarde, cria com Eirik Sördal, o duo Shorthand for Distance, em 2011. 
Em 2018, completa a sua primeira longa-metragem, SOBRE TUDO SOBRE NADA, seleccionada para a 71.ª edição do Festival de Cinema de Locarno.

## Prémios
Sobre tudo e sobre nada, a sua primeira longa-metragrem ganhou o Prémio do Público, na edição de 2019 da KINO (Mostra de Cinema de Expressão Alemã), promovida pelo Goethe-Institut Portugal, em Lisboa. 

## Discografia
- Lupanar (2002) - com Lupanar [7][8]

- Abertura (2005) - com Lupanar [9]
- Música Moderna (2014) - com Tochapestana [10]
- Top Flop (2017) - com Tochapestana [11]
- The Early Years (2017) - com Shorthand for Distance

## Filmografia
- Música Moderna - Um disco-filme de Tochapestana (2014) [12][13]
- SOBRE TUDO SOBRE NADA (2018) [14][15]